# مرحوم (سيدي بلعباس)
مرحوم بلدية ومركز دائرة مرحوم في ولاية سيدي بلعباس في الجزائر. تقع في أقصى جنوب عاصمة الولاية 110 كلم. يحدها شمالا بلدية تاوريرة التابعة لدائرة مرين وغربا بلدية بئر الحمام التابعة لدائرة مرحوم. أما من الجنوب فتحدها بلدية الخيثر في ولاية البيض التي تبعد عن مرحوم 41 كلم. وتعتبر بلدية مرحوم من أكبر بلديات سيدي بلعباس من حيث المساحة.

## أعلام
- الشيخة الجنية